# Таула
Таула (рум. Taula) — село у повіті Бакеу в Румунії. Входить до складу комуни Ончешть.
Село розташоване на відстані 241 км на північ від Бухареста, 31 км на південний схід від Бакеу, 83 км на південь від Ясс, 126 км на північний захід від Галаца.

## Населення
За даними перепису населення 2002 року у селі проживали 72 особи, усі — румуни. Усі жителі села рідною мовою назвали румунську.